# Luna Punk - Rompan todo...
Luna Punk - Rompan todo... es el tercer álbum en vivo del grupo argentino de rock Los Violadores, editado en 2016 por Mala Difusión Records.

### Detalles
Este trabajo fue grabado en audio y video en el Estadio Luna Park de Buenos Aires el 24 de abril de 2016, durante un concierto de reunión del grupo con la formación clásica de Stuka, Pil, "El Polaco" Zelazek y Sergio Gramátika.
El título del disco es un juego de palabras usando la supuesta frase de Billy Bond "rompan todo", durante los incidentes ocurridos en 1972 en el Luna Park durante un show de Billy Bond y La Pesada del Rock and Roll.
El recital se gestó por el 30.º aniversario de Y ahora qué pasa, eh?, su disco más exitoso. 
Además del DVD/Blu-Ray este álbum fue lanzado en edición limitada como un box set de 2 CDs incluyendo un libro de fotos de 40 páginas, como 2 cassettes, y también en edición abreviada en vinilo.

## Lista de temas
Disco 1Luna
1. Variaciones sobre bombas a Londres
2. Como la primera vez
3. Aburrido divertido
4. Somos Latinoamérica
5. Cambio violento
6. Revolución inter
7. Moral y buenas costumbres
8. Comunicado 166
9. Zona roja
10. Beat africano
11. Viejos patéticos
12. Auschwitz
13. Solo una agresión
14. Bombas a Londres

Disco 2Punk
1. Mirando la guerra por TV
2. Quiero ser yo, quiero ser libre
3. Nada ni nadie nos puede doblegar
4. Más allá del bien y del mal
5. Estás muerto
6. Mercado indio
7. Represión
8. Fuera de sektor
9. Sin ataduras
10. Surfing Beethoven
11. Un-dos ultraviolento

## Personal
- Pil Trafa - voz
- Stuka - guitarra, voz
- Robert Zelazek - bajo
- Sergio Gramátika - batería